# Tigran Borissowitsch Gorgijew

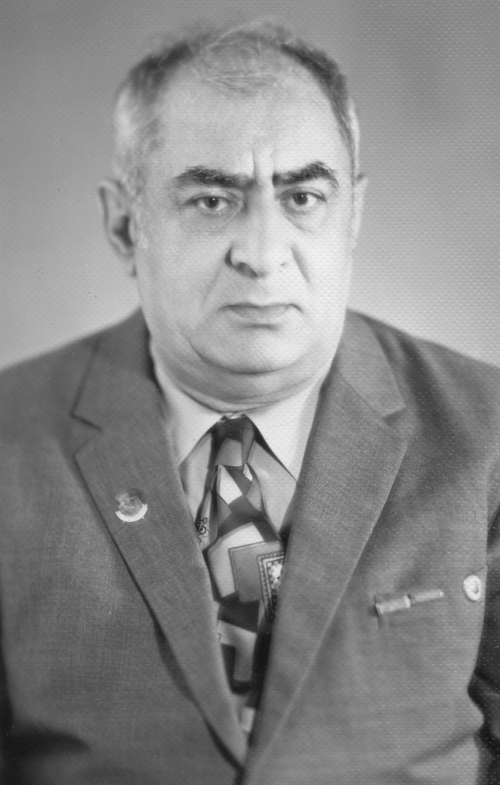
Tigran Borissowitsch Gorgiew

Tigran Borissowitsch Gorgijew (russisch Тигран Борисович Горгиев; * 30. August 1910 in Kisljar; † 13. Dezember 1976 in Dnipropetrowsk) war ein sowjetischer Schachkomponist.

## Leben
Gorgijew erlernte die Schachregeln als Kind von einem Onkel, fand aber in seinem Heimatort keine angemessenen Spielpartner und beschäftigte sich daraufhin intensiv mit Schachliteratur. 1927 komponierte er seine erste Studie, die in der Zeitung Iswestija veröffentlicht wurde. Zu seinen Vorbildern gehörten Nikolai Grigorjew und Wassili Platow, Studien von Henri Rinck kritisierte er dagegen in mehreren Aufsätzen als zu mechanisch.
Von 1934 bis 1939 absolvierte Gorgijew ein Studium am Medizinischen Institut der Dagestanischen ASSR in Machatschkala. 1954 zog er nach Dnipropetrowsk. Anfang der 1960er Jahre arbeitete er für einige Jahre als stellvertretender Leiter des Instituts für Epidemiologie in Odessa und forschte über die bakterizide Wirkung von Fischöl. In der Ukraine war er in Schachkreisen aktiv und förderte auch andere Komponisten.
Er schuf insgesamt etwa 400 Endspielstudien und erreichte fünfmal das Finale der Sowjetischen Meisterschaft für Schachkomposition. Im FIDE-Album kam er auf 66,67 Punkte.
Im Alter von 66 Jahren verstarb er nach einem Herzinfarkt.

## Titel
- Internationaler Schiedsrichter für Schachkomposition (1956)
- Sportmeister der Sowjetunion (1959)
- Internationaler Meister für Schachkomposition (1969)

## Studie
Ein Frühwerk von Gorgijew, das von Alexei Troizki gelobt wurde.
|   | a | b | c | d | e | f | g | h |   |
| 8 |   |   |   |   |   |   |   |   | 8 |
| 7 |   |   |   |   |   |   |   |   | 7 |
| 6 |   |   |   |   |   |   |   |   | 6 |
| 5 |   |   |   |   |   |   |   |   | 5 |
| 4 |   |   |   |   |   |   |   |   | 4 |
| 3 |   |   |   |   |   |   |   |   | 3 |
| 2 |   |   |   |   |   |   |   |   | 2 |
| 1 |   |   |   |   |   |   |   |   | 1 |
|   | a | b | c | d | e | f | g | h |   |

Lösung:

1. f4–f5+ Ke6xf5

2. Sf7–h6+ Tg6xh6

3. f6–f7 Se4–g5+ Nachdem die beiden vorausgegangenen Opfer den Weg freigemacht haben, ist der weiße f-Bauer nicht mehr aufzuhalten, aber Schwarz hat noch eine Rettungsidee.

4. Ld8xg5 Kf5xg5 Nach einer sofortigen Umwandlung auf f8 könnte Schwarz Tf6+ spielen.

5. h2–h4+ Kg5–g6 Nun wäre Schwarz nach Umwandlung in eine Dame patt.

6. f7–f8L Die Unterverwandlung in einen Läufer gewinnt jedoch, da Schwarz in Zugzwang ist und seinen Turm verliert, wonach die Stellung für Weiß technisch gewonnen ist.

## Werke
- Izbrannie etjudy (1959)
- Osada tschornogo korolja (1960, mit Walentin Rudenko)
- Schachowi etjud na Ukraini (1966, mit Filip Semjonowitsch Bondarenko)